# Ligne 506 Carlton du tramway de Toronto
 (janvier 2022).
Si vous disposez d'ouvrages ou d'articles de référence ou si vous connaissez des sites web de qualité traitant du thème abordé ici, merci de compléter l'article en donnant les références utiles à sa vérifiabilité et en les liant à la section « Notes et références ».
La 506 Carlton est une des lignes de tramway de la ville de Toronto, dans la province d'Ontario, au Canada. Elle est exploitée par la Toronto Transit Commission, l'opérateur public chargé d'assurer la gestion des transports en commun de la ville et de son agglomération. 

## Caractéristiques
Longue d'environ 15 km, elle relie la station de métro Main Street à l'est à High Park à l'ouest, en traversant et desservant notamment les quartiers de Little India, East Chinatown, Cabbagetown, Regent Park, Kensington Market, Little Italy et Roncesvalles.
Elle emprunte respectivement Main Street en direction du sud, tourne à l'ouest sur Gerrard Street East ; elle parcourt ce dernier jusqu'à Parliament Street et emprunte ensuite Carlton Street, puis College Street et Dundas Street et enfin Howard Park Avenue jusqu'à son terminus, au bord de High Park.

## Exploitation
La ligne assure un service de nuit, sous le nom de 306 Carlton.